# Пушту
Пушту́ (پښتو‎ (Pəx̌tó), МФА: [pəʂto]; інколи افغانی (Afghāni), тобто афганська мова) — мова пуштунів, належить до південної підгрупи східної групи іранських мов, державна мова Афганістану (разом із дарі).

## Голосні
|               | Попередній щасливий | Середній щасливий | Задній щасливий |
| ------------- | ------------------- | ----------------- | --------------- |
| Верхній ліфт  | i                   |                   | u               |
| Середній ліфт | e                   | ə                 | o               |
| Нижній ліфт   |                     | a                 | ɑ               |

## Приголосні
|              | Губний | Зубний | Альвеолярний | Ретрофлексний | Постальвеолярний | Палатальний | Задньоязиковий | Увулярний | Глотальний |
| ------------ | ------ | ------ | ------------ | ------------- | ---------------- | ----------- | -------------- | --------- | ---------- |
| Носовий      | m      | n      |              | ɳ             |                  |             |                |           |            |
| Вибуховий    | p b    | t̪ d̪    |              | ʈ ɖ           |                  |             | k ɡ            | q         | ʔ          |
| Африкати     |        | t͡s d͡z  |              |               | t͡ʃ d͡ʒ            |             |                |           |            |
| Фрикативний  | f      |        | s z          | (ʂ ʐ)         | ʃ ʒ              | (ç ʝ)       | x ɣ            |           | h          |
| Апроксиманти |        | l      |              |               |                  | j           | w              |           |            |
| Ротичний     |        | r      |              | ɭ̆             |                  |             |                |           |            |

## Діалекти
Поділяється на дві основні групи діалектів — західний (м. Кандагар) і східний (м. Пешавар).
В пушту багато приголосних (30). Наголос динамічний, і від його зміни залежать значення слів, напр.: пе́ша — випадок, пеша́ — наслідування.

## Граматика
Граматичній будові властиві флексія імен, два відмінки (прямий і непрямий), два роди (чоловічий і жіночий). Часів дієслова два: теперішньо-майбутній і минулий. Способів — три: дійсний, умовний, наказовий. Інфінітив дієслова може відмінюватись, коли вживається в ролі іменника чоловічого роду множини. Синтаксис характеризується ергативною конструкцією.

## Алфавіт
Алфавіт створений на основі арабо-перської графіки. В пушту багато запозичень з арабської, таджицької, перської, індійської та тюркських мов.